# Abenteuer & Allrad
Abenteuer & Allrad ist eine jährlich stattfindende Offroad-Messe in Bad Kissingen. Sie ist nach Angaben des Veranstalters mit über 200 Ausstellern und über 50.000 Besuchern Europas größte Messe zu diesem Thema. Neben diversen Fahrzeugen wird auch Outdoor- und Campingzubehör ausgestellt.

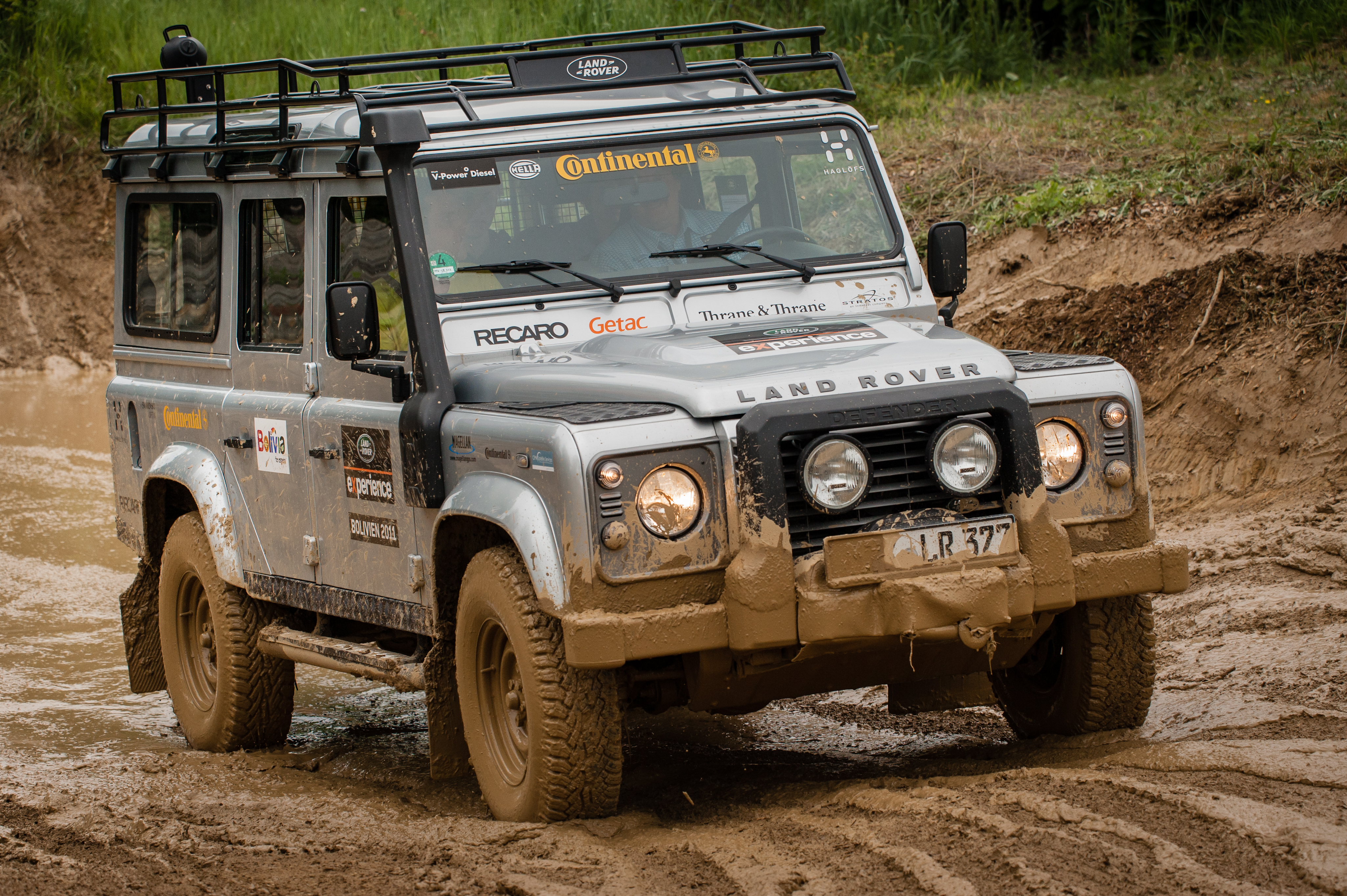
Land Rover Defender 110, Sondermodell „Experience Bolivien“, im Offroad-Gelände bei der „Abenteuer Allrad“ in Bad Kissingen

## Geschichte
Die Messe Abenteuer & Allrad wurde von der Firma pro-log GmbH zum ersten Mal im Jahr 1999 auf einem ausgedienten US-amerikanischen Raketenstützpunkt im Bad Kissinger Stadtteil Reiterswiesen veranstaltet.

## Ausstellungsportfolio
Das Ausstellungsangebot reicht von 4x4-Serienfahrzeugen über Quads, ATVs (All Terrain Vehicles), motorisierten Zweirädern und Pick-ups bis hin zu Expeditionsmobilen, Wüstenfahrzeugen, Wohnmobilaufbauten und Trucks. Reise- und Rallye-Veranstalter präsentieren aktuelle Touren, Geländewagen-Clubs und Spezialisten für Outdoor-Ausrüstung sind ebenso vertreten wie Hersteller von Zeltaufbauten, Ersatzteilen und Zubehör. Im Jahr 2015 wurden auch Side-by-side-Fahrzeuge ausgestellt. 2016 richtet der Veranstalter erstmals einen Familientag aus. Willi Weitzel, bekannt aus der TV-Sendung Willi wills wissen, wird als Gast auftreten.